# 瓦拉瓦拉·拉奥

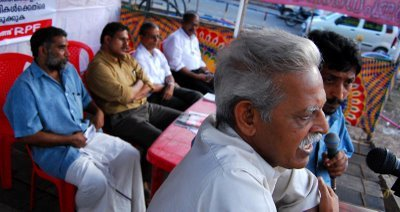
瓦拉瓦拉·拉奥

瓦拉瓦拉·拉奥（1940年11月3日—），是印度特伦甘纳邦的共产主义者、活动家、纳萨尔派同情者、诗人、记者、文学评论家和公众演讲者。他自1957年开始写诗。他被认为是泰卢固语文学中最好的马克思主义批评家之一，向研究生和大学生教授泰卢固语文学约40年。他被称为演说家，已在数以千计的公众聚会发表演讲。1966年，他创立了《创作》（Srujana），一个泰卢固语现代文学论坛，首先是季刊，后来变成月刊，1992年停刊。他是革命作家协会（Viplava Rachayitala Sangahm）的创始人之一，以其首字母缩写Virasam而闻名，支持并传播纳萨尔派的意识形态和实践。他与许多进步的泰卢固语革命杂志有关。
2018年8月28日，浦那警方在海得拉巴以涉嫌暗杀印度总理纳伦德拉·莫迪为由逮捕了拉奥。